# Тангента

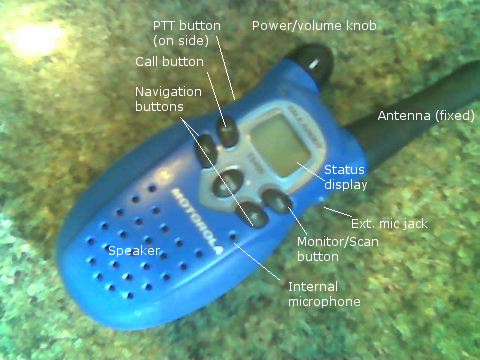

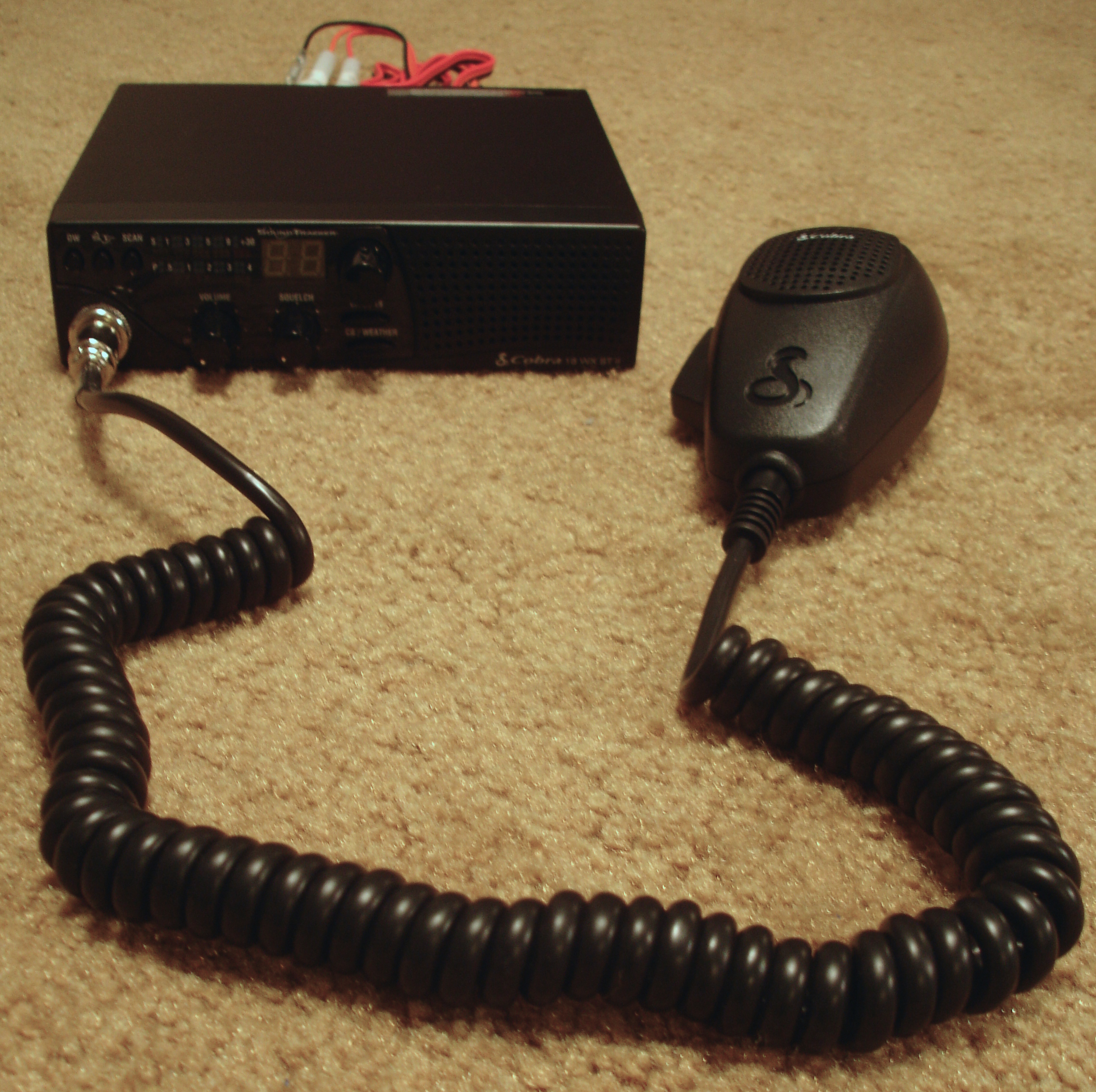

Танге́нта (от фр. tangent «касательный») — кнопка или клавиша переключения с приема на передачу на переговорном устройстве, телефонном аппарате или радиостанции. В простейшем случае тангента может просто отключать звук микрофона. Конструктивно тангента размещается на корпусе микрофона или микротелефонной трубки. В настоящее время тангентой часто (и неправильно) называют весь блок микрофона с дополнительными органами управления, который подключается к радиостанции кабелем. В технической документации к советским радиостанциям такое устройство называлось манипулятором. В английском языке именуется как PTT, push-to-talk, дословно — «Нажми чтобы говорить».